# Варенхолц
Варенхолц (њем. Wahrenholz) општина је у њемачкој савезној држави Доња Саксонија. Једно је од 41 општинског средишта округа Гифхорн. Према процјени из 2010. у општини је живјело 3.748 становника. Посједује регионалну шифру (AGS) 3151036.

## Географски и демографски подаци
Варенхолц се налази у савезној држави Доња Саксонија у округу Гифхорн. Општина се налази на надморској висини од 55 метара. Површина општине износи 58,0 km². У самом мјесту је, према процјени из 2010. године, живјело 3.748 становника. Просјечна густина становништва износи 65 становника/km².